# Chloe Sauvourel
Chloé Sauvourel (sinh ngày 18 tháng 6 năm 2000) là một vận động viên bơi lội đến từ Cộng hòa Trung Phi. Cô đã tham dự Thế vận hội Mùa hè 2016 trong sự kiện tự do 50 mét nữ; Thời gian 37,15 giây của cô ấy trong thời gian nóng bỏng không đủ điều kiện cho cô ấy vào bán kết. Cô là người cầm cờ cho đất nước của mình tại cuộc diễu hành của các quốc gia.

## Cuộc sống ban đầu
Chloe Marie Helene Sauvourel sinh ngày 18 tháng 6 năm 2000 tại Cộng hòa Trung Phi.

## Sự nghiệp bơi lội
Sauvourel thi đấu ở nội dung 50 mét tự do của phụ nữ tại Giải vô địch thể thao dưới nước thế giới 2015 ở Kazan, Tatarstan. Cô đã hoàn thành thứ bảy trong đợt nóng thứ hai vào ngày 8 tháng 8, với thời gian 46,55 giây, không đủ điều kiện cho vòng tiếp theo 

### Thế vận hội
Cô đến làng Olympic vào ngày 1 tháng 8, trong khi cha cô ở một nơi khác trong thành phố. Sauvourel đã được chọn làm người cầm cờ cho đội ngũ Cộng hòa Trung Phi trong cuộc diễu hành của các quốc gia tại lễ khai mạc. Sau đó, cô nói khi được hỏi, cô cảm thấy: "Một thứ gì đó rất mạnh mẽ, đó là một khoảnh khắc kỳ diệu! Tôi cũng cảm ơn người Trung Phi đã tin tưởng tôi! Thật là một niềm tự hào thực sự khi mặc màu sắc của đất nước tôi! " 
Sauvorel bơi trong lượt thứ hai vào ngày 12 tháng 8, kết thúc thứ sáu trong lượt và thứ 85 chung cuộc với thời gian 37,15 giây. Điều này nằm ngoài thời gian vòng loại cần thiết để lọt vào vòng sau. Sau đó, cô giải thích rằng cô cảm thấy triển vọng của mình đã giảm đi sau khi bị căng thẳng về việc thi đấu một ngày trước khi bơi. Cô ấy nói rằng cô ấy hy vọng rằng đó chỉ là "khởi đầu của một câu chuyện hay", vì cô ấy đã giảm thời gian cá nhân tốt nhất xuống bảy giây kể từ chức vô địch trước đó.